# The Weekend: Friday
The Weekend: Friday é o segundo álbum de estúdio da banda de pop punk norte-americana, Forever the Sickest Kids. Lançado no dia 12 de novembro de 2009, a banda lançou O mini-álbum para transmissão on-line em sua página oficial do MySpace. Mas só foi lançado em formato físico no dia 17 de novembro de 2009. Este primeiro mini-álbum da série "The Weekend" (uma coleção chamada 3P), e teve como seu primeiro single a música "What Do You Want From Me", o videoclipe oficial da música foi postado no YouTube em novembro. Seu segundo single foi "She Likes (Bittersweet Love)", que teve seu videoclipe lançado em 29 de março de 2010.

## Faixas
| N.º | Título                         | Compositor(es)                                                          | Duração |  |
| 1.  | "Do Or Die"                    | Austin Bello, Jonathan Cook, Sam Hollander, Dave Katz, Caleb Turman     | 3:17    |  |
| 2.  | "Tough Love"                   | Austin Bello, Caleb Turman                                              | 2:58    |  |
| 3.  | "She Likes (Bittersweet Love)" | Austin Bello, Jonathan Cook, Mike Shimshack, Caleb Turman               | 2:49    |  |
| 4.  | "Take It Slow"                 | Austin Bello, Kent Garrison                                             | 2:45    |  |
| 5.  | "Hip Hop Chick"                | Austin Bello, Jonathan Cook, Brian Kierulf, Josh Schwartz, Caleb Turman | 2:47    |  |
| 6.  | "What Do You Want From Me"     | Austin Bello, Shep Goodman, Caleb Turman                                | 2:37    |  |

| Faixa Bônus    |                                         |                                     |         |  |
| N.º            | Título                                  | Compositor(es)                      | Duração |  |
| 7.             | "Hawkbot" (Part. Especial de Chae Hawk) | Chae Hawk, Forever The Sickest Kids | 3:38    |  |
| Duração total: | Duração total:                          | Duração total:                      | 20:52   |  |

## Formação
- Austin Bello → Baixo, Vocal
- Kyle Burns → Bateria
- Jonathan Cook → Vocal
- Kent Garrison → Piano, teclado
- Marc Stewart → Guitarra
- Caleb Turman → Guitarra, Vocal